# Lundakarnevalen 2022
Lundakarnevalen 2022 varade mellan 20 och 22 maj 2022. Temat var Katastrofalkarneval.

## Före karnevalen
Trafikverket planerade att utföra banarbete samtidigt som karnevalen. Dåvarande press- och sponschef (senare general) Emil Fredberg, sa att det innebar att karnevalen inte skulle kunna hållas som planerat. Lunds kommun, universitet och Region Skånes kollektivtrafiknämnd bad i en skrivelse trafikverket att flytta arbetet, men detta hade ännu inte hörsammats i september 2021.
Efter en dialog med berörda tågbolag beslutade dock Trafikverket att flytta banarbetet. 

## Musik under karnevalen
Musik spelades på två scener (stora och lilla scen) inne på karnevalsområdet i Lundagård. En del kända artister inkluderade:.
- Blacknuss
- Måns Zelmerlöw
- Tingsek
- Basshunter
- Daniela Rathana
- Familjen
- Atomic Swing
- Hemliga klubben

## Galleri

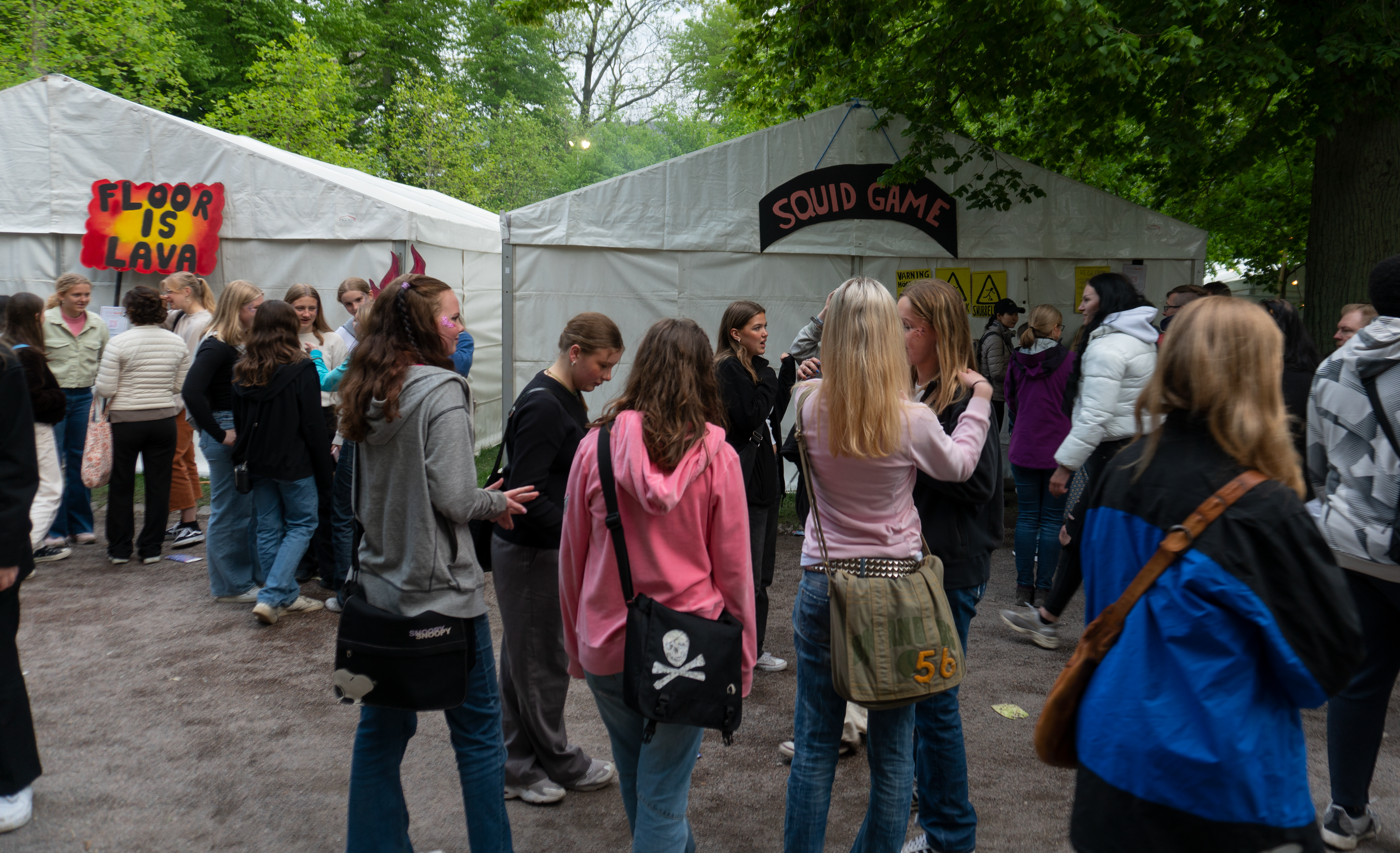
Tält med aktiviteter.
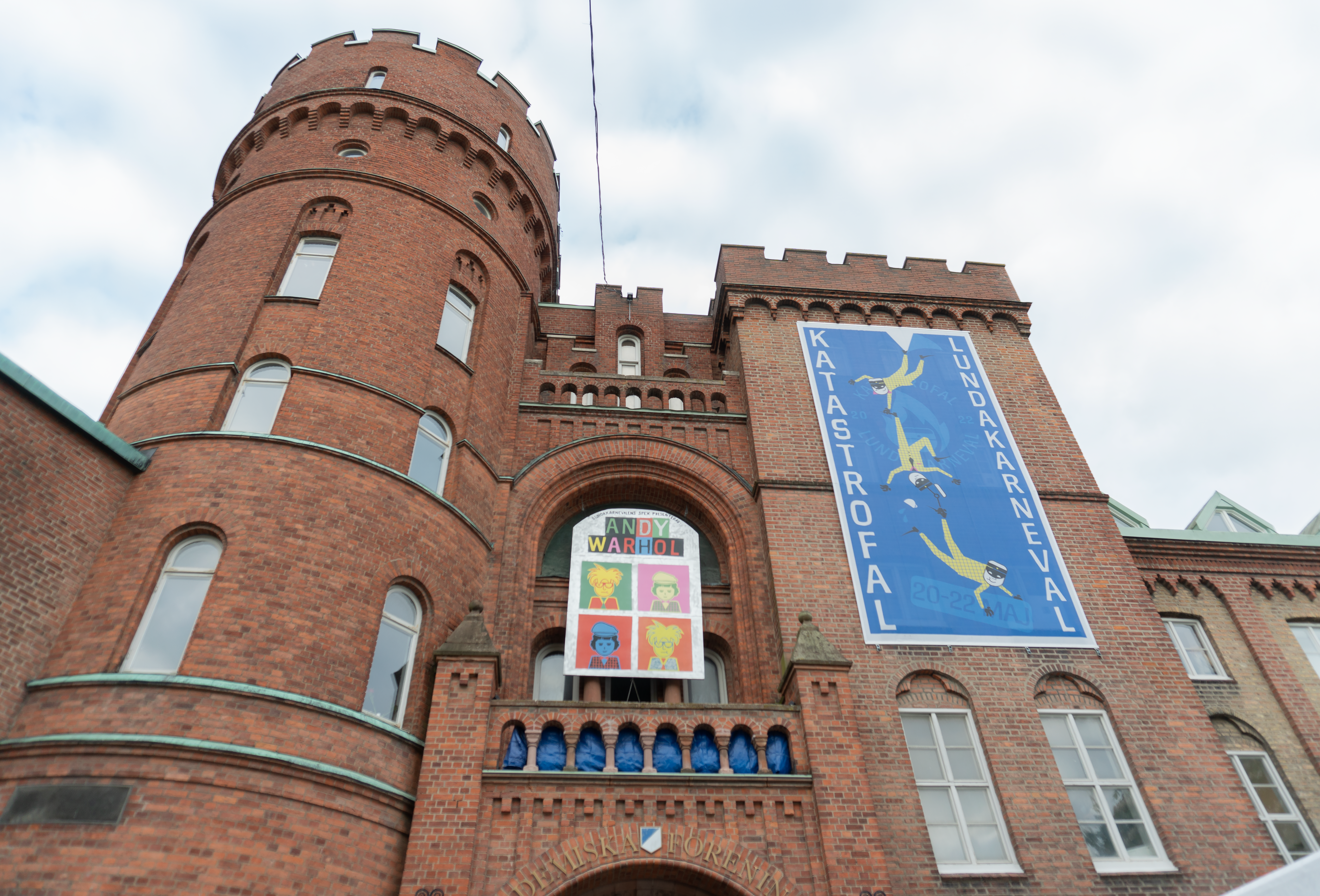
AF-borgen
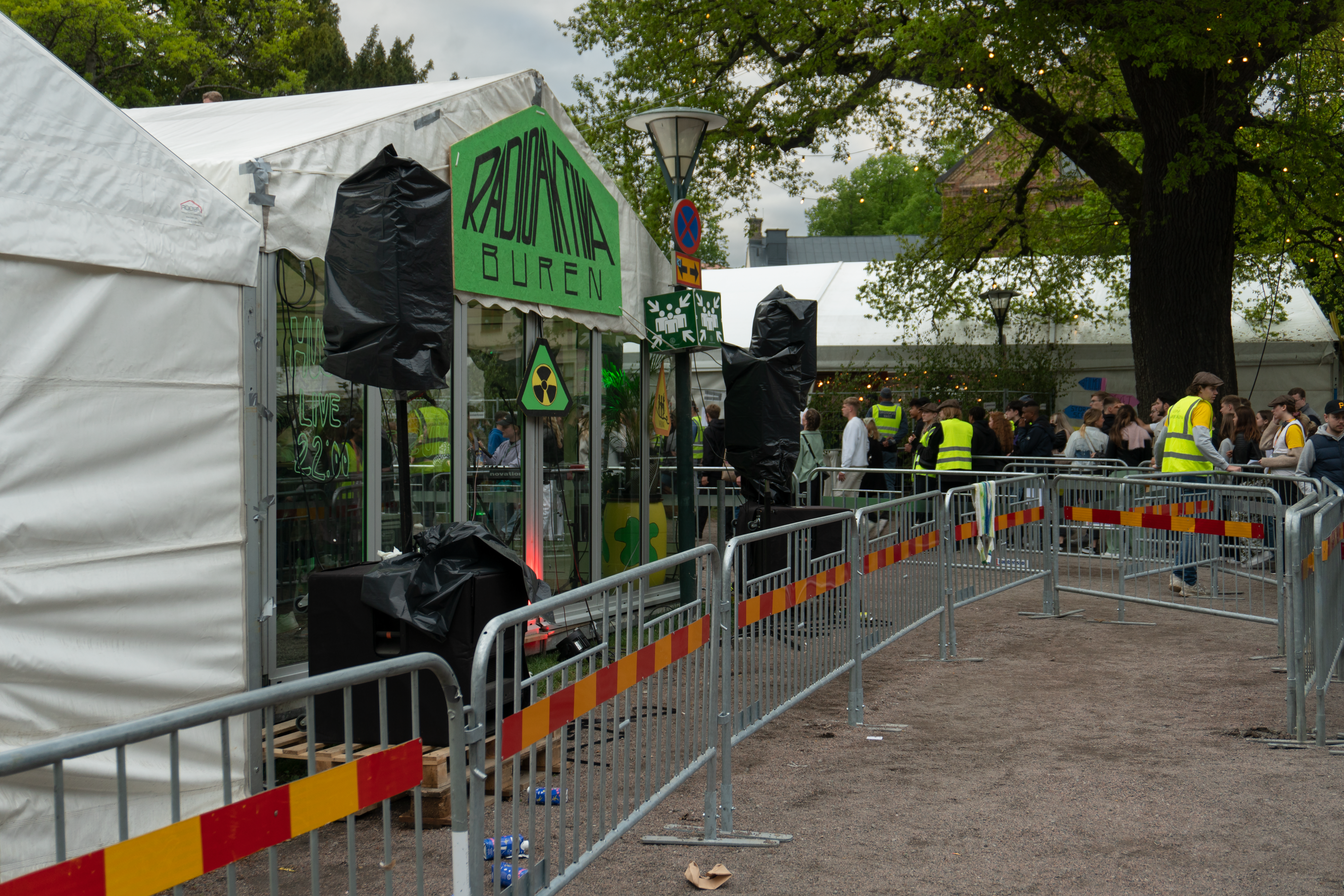
Radio direktsändes från tältet.
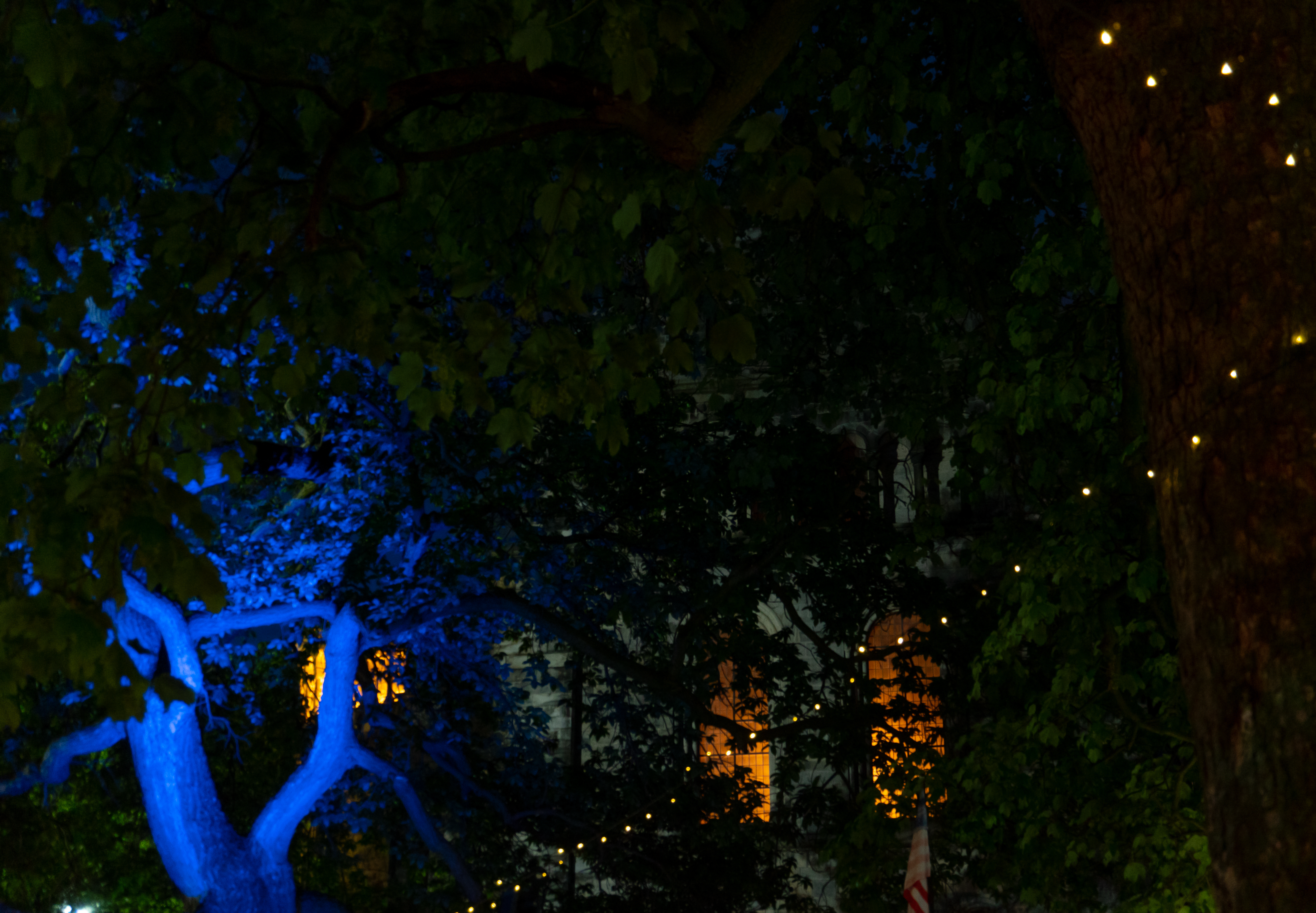
Ljuseffekter under kvällen.